# Vansö landskommun
Vansö landskommun var en tidigare kommun i Södermanlands län.

## Administrativ historik
Kommunen bildades i Vansö socken i Åkers härad i Södermanland när 1862 års kommunalförordningar trädde i kraft. 
Vid kommunreformen 1952 upplöstes kommunen och en del gick den upp i Tosterö landskommun en annan i Vårfruberga landskommun. Området tillhör sedan 1971 Strängnäs kommun.